# Umschlagskennzahl
Umschlagskennzahlen (englisch turnover ratios) sind in der Betriebswirtschaftslehre der Sammelbegriff für betriebswirtschaftliche Kennzahlen, die zur Beurteilung und Kontrolle der Rentabilität und Wirtschaftlichkeit der Unternehmensprozesse dienen.

## Allgemeines
Zum „Umschlag“ gehören eine Abgangs- bzw. Verbrauchszahl (Stromgrößen) und eine Bestandsgröße (Bilanzposition aus der Bilanz). So setzt sich beispielsweise die Lagerumschlagshäufigkeit aus dem Lagerbestand (Bestandsgröße) und dem Wareneingang und Warenausgang (Stromgrößen) zusammen. Gemessen wird der Umschlag innerhalb einer Rechnungsperiode.
Einige Umschlagskennzahlen betreffen das Verhältnis der Kosten zu den Leistungen und werden ermittelt, in dem man bestimmte Bilanzpositionen der Bilanz zum Materialaufwand bzw. zu den Umsatzerlösen in Beziehung setzt.

## Arten
Generell ist zu unterscheiden zwischen
- Umschlagshäufigkeiten ({\displaystyle {\frac {Bewegung}{Bestand}}}):

- Die Lagerumschlagshäufigkeit wird wie folgt ermittelt:

{\displaystyle \mathrm {Lagerumschlagsh{\ddot {a}}ufigkeit} ={\frac {\mathrm {Wareneinsatz} }{\varnothing {\text{Lagerbestand zu Einstandspreisen}}}}}.
Je höher der Wareneinsatz in der Produktion oder im Vertrieb bei konstantem Lagerbestand ist, umso höher ist die Lagerumschlagshäufigkeit.
- Der Forderungsumschlag (Debitorenumschlag)

{\displaystyle {\text{Forderungsumschlag}}={\frac {\text{Umsatzerlöse}}{\text{Forderungsbestand}}}}
zeigt an, wie häufig Forderungen – bezogen auf den gesamten Debitorenbestand – umgesetzt werden.
- Die Kapitalumschlagshäufigkeit

{\displaystyle {\text{Kapitalumschlagshäufigkeit}}={\frac {\text{Umsatzerlöse}}{\text{Gesamtkapital}}}}
gibt an, wie oft sich das bilanzielle Gesamtkapital (Eigenkapital und Fremdkapital) im Verhältnis zu den Umsatzerlösen umschlägt. Je häufiger dies geschieht, umso geringer ist die Kapitalbindung.
- Umschlagsdauer ({\displaystyle {\frac {Bestand}{Bewegung}}\cdot 365}):

- Der Geldumschlag

{\displaystyle Geldumschlag=Lagerdauer+Debitorenziel-Kreditorenziel}
zeigt an, inwieweit ein Unternehmen schneller Umsatzerlöse durch den Vertrieb generieren kann als es die hierfür notwendigen Ausgaben für die Beschaffung des Fertigungsmaterials leisten muss.

- Die Erzeugnisbindungsdauer

{\displaystyle {\text{Erzeugnisbindungsdauer}}={\frac {\text{Vorräte}}{\text{Umsatzerlöse}}}}
zeigt an, wie lange Halbfabrikate oder Fertigfabrikate auf Lager verweilen.

- Die Kapitalbindungsdauer {\displaystyle DKB} ergibt sich aus

{\displaystyle DKB={\frac {R_{b}+R_{e}}{2}}}
und drückt die durch eine getätigte Investition ausgelösten Investitionsausgaben aus, die noch nicht durch erwartete Einnahmen gedeckt sind.
Die Umschlagshäufigkeit misst, wie häufig ein Vermögenswert in einer Rechnungsperiode umgeschlagen oder ersetzt wurde, die Umschlagsdauer ist hiervon der Kehrwert und sagt aus, in welcher Zeit der betrachtete Bestand einmal umgeschlagen wurde.

## Wirtschaftliche Aspekte
Umschlagskennzahlen bilden einen Teil der internen und externen Bilanzanalyse und werden für innerbetriebliche Entscheidungen oder Betriebsvergleiche herangezogen. Die Umschlagskennzahlen gehören zu den so genannten Kennzahlengruppen, wozu unter anderem auch Bilanz-, Gewinn- und Verlustrechnungs-, Rentabilitäts- oder Personalkennzahlen gerechnet werden. Bei den Umschlagskennzahlen handelt es sich stets um so genannte Erneuerungsmassen, bei denen durch den Unternehmensprozess eine fortlaufende Erneuerung der Bestände eintritt.
Eine im Finanzwesen gebräuchliche Umschlagskennzahl ist die Portfolio Turnover Ratio (deutsch „Umschichtungsquote“), die angibt, wie viele Transaktionen jährlich im Portfolio eines Investmentfonds oder eines Wertpapierdepots durch Wertpapierorders vorgenommen wurden.